# Nueva Plymouth
Nueva Plymouth (en maorí Ngāmotu) es una ciudad de la región de Taranaki, en la parte suroeste de la Isla Norte de Nueva Zelanda. Es el mayor asentamiento urbano y el más poblado de Taranaki. 
Fue fundada en 1841 por colonos británicos y se convirtió en ciudad en 1949. Entre las principales actividades económicas se encuentran la agricultura y la producción de gas natural y petróleo.

## Historia
En 1828 fue establecido un punto de comercio en donde se encuentra actualmente la ciudad. Los colonos consiguieron comprarle tierras a los maoríes de la zona y el 31 de marzo de 1841 se fundó el asentamiento con el nombre en relación con Plymouth, una ciudad del Reino Unido. En los años siguientes numerosos barcos que transportaban inmigrantes deseosos de habitar en Nueva Plymouth, siendo en total alrededor de 1 000 europeos los que arribaron.
Las tensiones con los maoríes comenzaron a ser evidentes luego de que algunos habitantes fueran atacados en el norte de la ciudad en 1842 y otros sufrieran un bloqueo mientras comerciaban en 1843. Los pequeños conflictos entre colonos y nativos prosiguieron hasta que finalmente en 1860 el gobernador de la región ordenó una acción militar y desencadenó la primera guerra de Taranaki, parte de la campaña que estaba siendo llevada a cabo en el país contra los maoríes. La mayoría de las mujeres y niños fueron enviados a Nelson mientras los soldados estaban sitiados en el poblado. El alto el fuego tuvo lugar con un conflictivo tratado que llevaría la Segunda Guerra de Taranaki donde el ejército británico, armado con artillería pesada, venció a los maoríes.
En 1949 Nueva Plymouth fue declarada oficialmente ciudad. En 2008 fue reconocida por tres premios en la 11.º edición de la International Awards for Liveable Communities.

## Clima
Cuenta con un clima templado. Aun así, el 15 de agosto de 2011 nevó por primera y única vez en la ciudad, tal es así que fue descrito como un suceso único por generación.
| Parámetros climáticos promedio de Nueva Plymouth (normales 1981–2010) | Parámetros climáticos promedio de Nueva Plymouth (normales 1981–2010) | Parámetros climáticos promedio de Nueva Plymouth (normales 1981–2010) | Parámetros climáticos promedio de Nueva Plymouth (normales 1981–2010) | Parámetros climáticos promedio de Nueva Plymouth (normales 1981–2010) | Parámetros climáticos promedio de Nueva Plymouth (normales 1981–2010) | Parámetros climáticos promedio de Nueva Plymouth (normales 1981–2010) | Parámetros climáticos promedio de Nueva Plymouth (normales 1981–2010) | Parámetros climáticos promedio de Nueva Plymouth (normales 1981–2010) | Parámetros climáticos promedio de Nueva Plymouth (normales 1981–2010) | Parámetros climáticos promedio de Nueva Plymouth (normales 1981–2010) | Parámetros climáticos promedio de Nueva Plymouth (normales 1981–2010) | Parámetros climáticos promedio de Nueva Plymouth (normales 1981–2010) | Parámetros climáticos promedio de Nueva Plymouth (normales 1981–2010) |
| Mes                                                                   | Ene.                                                                  | Feb.                                                                  | Mar.                                                                  | Abr.                                                                  | May.                                                                  | Jun.                                                                  | Jul.                                                                  | Ago.                                                                  | Sep.                                                                  | Oct.                                                                  | Nov.                                                                  | Dic.                                                                  | Anual                                                                 |
| --------------------------------------------------------------------- | --------------------------------------------------------------------- | --------------------------------------------------------------------- | --------------------------------------------------------------------- | --------------------------------------------------------------------- | --------------------------------------------------------------------- | --------------------------------------------------------------------- | --------------------------------------------------------------------- | --------------------------------------------------------------------- | --------------------------------------------------------------------- | --------------------------------------------------------------------- | --------------------------------------------------------------------- | --------------------------------------------------------------------- | --------------------------------------------------------------------- |
| Temp. máx. media (°C)                                                 | 21.7                                                                  | 22.1                                                                  | 20.9                                                                  | 18.6                                                                  | 16.0                                                                  | 14.0                                                                  | 13.3                                                                  | 14.0                                                                  | 15.0                                                                  | 16.1                                                                  | 18.1                                                                  | 19.9                                                                  | 17.5                                                                  |
| Temp. media (°C)                                                      | 17.8                                                                  | 18.0                                                                  | 16.8                                                                  | 14.5                                                                  | 12.2                                                                  | 10.4                                                                  | 9.5                                                                   | 10.3                                                                  | 11.5                                                                  | 12.8                                                                  | 14.5                                                                  | 16.3                                                                  | 13.7                                                                  |
| Temp. mín. media (°C)                                                 | 13.8                                                                  | 13.9                                                                  | 12.7                                                                  | 10.4                                                                  | 8.5                                                                   | 6.8                                                                   | 5.8                                                                   | 6.6                                                                   | 8.0                                                                   | 9.5                                                                   | 10.9                                                                  | 12.7                                                                  | 10.0                                                                  |
| Precipitación total (mm)                                              | 114.5                                                                 | 85.4                                                                  | 126.5                                                                 | 125.4                                                                 | 97.1                                                                  | 152.6                                                                 | 131.1                                                                 | 117.2                                                                 | 104.8                                                                 | 117.8                                                                 | 100.3                                                                 | 113.1                                                                 | 1398.0                                                                |
| Días de precipitaciones (≥ 1.0 mm)                                    | 8.9                                                                   | 7.7                                                                   | 9.8                                                                   | 9.8                                                                   | 12.3                                                                  | 13.6                                                                  | 12.6                                                                  | 13.4                                                                  | 12.6                                                                  | 14.1                                                                  | 10.5                                                                  | 9.5                                                                   | 135.5                                                                 |
| Horas de sol                                                          | 248.4                                                                 | 225.0                                                                 | 212.8                                                                 | 177.8                                                                 | 143.9                                                                 | 118.1                                                                 | 138.0                                                                 | 162.7                                                                 | 162.6                                                                 | 189.6                                                                 | 206.9                                                                 | 211.6                                                                 | 2197.2                                                                |
| Humedad relativa (%)                                                  | 80.9                                                                  | 82.5                                                                  | 81.8                                                                  | 82.4                                                                  | 85.4                                                                  | 86.1                                                                  | 85.7                                                                  | 84.4                                                                  | 82.7                                                                  | 82.8                                                                  | 80.1                                                                  | 81.4                                                                  | 83.1                                                                  |
| Fuente: NIWA Climate Data                                             |                                                                       |                                                                       |                                                                       |                                                                       |                                                                       |                                                                       |                                                                       |                                                                       |                                                                       |                                                                       |                                                                       |                                                                       |                                                                       |

## Deportes
La ciudad cuenta con el Yarrow Stadium, un estadio de 30 000 personas de capacidad que acogió la Copa Mundial de Rugby de 2011 al igual que la Copa Mundial de Fútbol Sub-20 de 2015. Es también el recinto donde el equipo de Taranaki de la ITM Cup juega de local. En cuanto a fútbol, contó con dos equipos que llegaron a participar en la ya extinta Liga Nacional.

## Ciudades hermanadas
- Kunming, República Popular de China
- Mishima, Japón